# Вернер фон Орзельн
Вернер фон Орзельн (нім. Werner von Orseln) — 17-й великий магістр Тевтонського ордена з 1324 по 1330 рік.

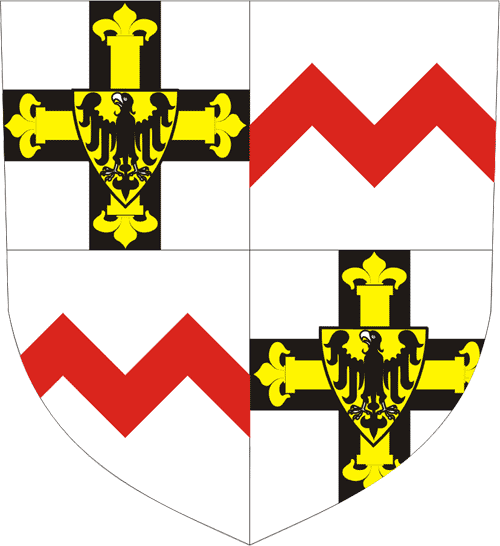
Герб великого магістра Вернера фон Орзельна

Походив з Німеччини. Як член ордену згадується з 1312 року, коли був комтуром Рагніта — замку на кордоні з Жемайтією. З 1314 року — Великий комтур Тевтонського ордену, а також член конвенту в Марієнбурзі.
Був найближчим соратником Карла фон Тріра. Коли у 1317 році в ордені стався переворот, і Великий магістр Карл фон Трір змушений був подати у відставку та покинути Пруссію, Вернер фон Орзельн також покинув свою посаду. Після повторного обрання Карла фон Тріра Вернер фон Орзельн повернувся в Пруссію як його представник, оскільки сам Великий магістр відмовився повертатись в Пруссію.
Вернеру фон Орзельну вдалось відновити порядок та субординацію в ордені.
Після смерті Карла фон Тріра у 1324 році Вернер фон Орзельн був обраний Великим магістром ордену. Його обрання започаткувало правило, що наступні Великі магістри обирались з числа лицарів, які відзначились у боротьбі проти Польщі та Литви, а не з іноземців.
Вернер фон Орзельн докладав зусиль для збільшення набожності, господарського розвитку Пруссії. У 1328 році до ордену був долучений Мемель, яким раніше володіли лицарі-мечоносці. Вважається, що це було пов'язане із планами агресії проти ВКЛ.
Після зриву мирних переговорів з Польщею у Бресті-Куявському у 1324 році Пруссія то Польща стали шукати союзників для майбутньої війни. Польський король Владислав I Локетек уклав союз з Великим князем Литовським Гедиміном, а Вернер фон Орзельн — з мазовецькими (1326) та сілезькими князями, чеським королем Яном Люксембурзьким.
Війна почалась у 1327 році. Приводом для неї став напад поляків на Польцьке князівство. У відповідь орден почав вторгнення в Куявію та Добжинську землю.
18 листопада 1330 року Вернер фон Орзельн був убитий лицарем Іоганном фон Ендорфом. За офіційними документами, вбивця був божевільний, але істинні мотиви вбивства залишились невідомі.
Похований у Кафедральному соборі Марієвердера. У 2007—2008 роках його останки були ексгумовані та досліджені у зв'язку з археологічними роботами .